# Ma Liyun
Ma Liyun (chinês tradicional: 馬麗芸, chinês simplificado: 马丽芸, pinyin: Mǎ Lìyún; Cantão, 1 de julho de 1988) é uma ciclista olímpica chinesa. Liyun representou o seu país durante os Jogos Olímpicos de Verão de 2008, em Pequim.